# لاسو كوليبالي
لاسو كوليبالي (بالإنجليزية: Lasso Coulibaly)‏ هو لاعب كرة قدم غاني، ولد في 19 أكتوبر 2002.